# Трисилицид пентаплутония
Трисилицид пентаплутония — бинарное неорганическое соединение
плутония и кремния
с формулой Pu5Si3,
серые кристаллы.

## Получение
- Сплавление стехиометрических количеств чистых веществ [3]:

{\displaystyle {\mathsf {5Pu+3Si\ {\xrightarrow {1377^{o}C}}\ Pu_{5}Si_{3}}}}

## Физические свойства
Трисилицид пентаплутония образует серые парамагнитные кристаллы
тетрагональной сингонии,
пространственная группа P 4/mcm,
параметры ячейки a = 1,1407 нм, c = 0,5444нм, Z = 4,
структура типа трисилицида пентаурана U5Si3
.
Соединение образуется по перитектической реакции при температуре 1377°С .